# NGC 2391
NGC 2391 је појединачна звезда у сазвежђу Близанци која се налази на NGC листи објеката дубоког неба.
Деклинација објекта је + 33° 49' 33" а ректасцензија 7h 29m 7,6s. Привидна величина (магнитуда) објекта NGC 2391 износи 12,7 а фотографска магнитуда 15,2.